# Goa (album)
Goa je četrti studijski album mednarodnega Tone Janša Quarteta, ki je izšel leta 1983 pri zagrebški založbi Jugoton.
Album je izšel okrog 10. obletnice ustanovitve Tone Janša Quarteta; vsebuje zadnje štiri zasedbe kvarteta. Zasedba se je po potrebi spreminjala.

## Seznam skladb
Avtor vseh skladb je Tone Janša.
| Stran A | Stran A    | Stran A |
| Št.     | Naslov     | Dolžina |
| ------- | ---------- | ------- |
| 1.      | „Goa‟      | 10:36   |
| 2.      | „Trainin'‟ | 5:22    |
| 3.      | „Yatra‟    | 6:23    |

| Stran B | Stran B             | Stran B |
| Št.     | Naslov              | Dolžina |
| ------- | ------------------- | ------- |
| 1.      | „Stroll and Flight‟ | 10:44   |
| 2.      | „Black Time‟        | 10:03   |

## Zasedba
- Tone Janša – tenor saksofon, sopran saksofon, flavta, nagasvaran
- Dejan Pečenko – klavir (A1, A3)
- Slavko Avsenik Jun. – klavir (A2, B1)
- Andy Lumpp – klavir (B2)
- Bernd Dietrich – bas (A1)
- Karel Novak – bas (A2, B1)
- Adelhard Roidinger – bas (A3, B2)
- Gerhard Wennemuth – bobni
- Ratko Divjak – bobni (A2, A3, B1, B2)

## Solisti
- Tone Janša – tenor saksofon (A2), sopran saksofon (A1), flavta (B2), nagasvaran (A3)
- Bernd Dietrich – bas (A1)
- Slavko Avsenik Jun. – klavir (A2, B1)
- Dejan Pečenko – klavir (A3)
- Adelhard Roidinger – bas (B2)
- Andy Lumpp – klavir (B2)

## Produkcija
- Oblikovanje: Dragana Midič
- Urednica: Vida Ramušćak
- Glavni urednik: Dubravko Majnarić
- Predgovor: Janez Gregorc